# MTV (Asie du Sud-Est)
MTV  en Asie du Sud-Est est une chaîne télévisée de musique et de divertissement diffusée 24 heures sur 24, appartenant à MTV Networks Asia Pacific, une division de Viacom. La chaîne est diffusée dans la région de l'Asie du Sud-Est dont à Singapour (StarHub TV), en Malaisie (Astro), à Hong Kong (NOW TV), en Indonésie (Indovision, TelkomVision, First Media), en Thaïlande (TrueVisions), au Vietnam (K+ et VTC), aux Philippines (Cignal, Cablelink, SkyCable, Destiny Cable et EasyTV). En dehors de ces pays, l'Indonésie et la Thaïlande ont également leurs versions locales de MTV.

## Histoire
MTV Asia a été lancée le 1er janvier 1992 grâce à un partenariat entre Star TV et Viacom, mais le contrat de STAR TV avec MTV a expiré plus tard, le 1er mai 1994. Cela conduit à la naissance de Channel [V] International. MTV Asia est relancée le 3 mai 1995. La nouvelle unité de diffusion est basée à Singapour. Les 3 chaînes MTV initiales sont MTV Mandarin (Maintenant MTV China et MTV Taiwan. Les deux chaînes musicales sont désormais séparées dans les différents pays chinois) suivi par MTV Asia (Maintenant MTV Southeast Asia) puis MTV India. Aujourd'hui, MTV Asia exploitent 11 chaînes à travers l'Asie, dont MTV Japan, MTV Korea, MTV Thailand, MTV Pakistan, MTV Indonesia et plus tard MTV Arabia exclusivement pour les téléspectateurs du Moyen-Orient. Le 16 février 2010, MTV Philippines cesse d'être diffusée.

### Identité visuelle (logo)

Logo avant février 2010
Logo à partir de février 2010

## Émissions

### Programmes en cours sur MTV Southeast Asia
| - MTV Hits (Unité de MTV Breakfast Club, MTV Lunch Quickies, MTV Hits, etc.) - VH1 Hits - 5 Things You Need to Know About... - MTV Club - MTV Classic - MTV Picks - Asian Takeaway: JK (change from JK Hits) - Asian Takeaway: Mandarin - Asian Takeaway: Nusantara (Change from MTV Gerek Seh!) - Asian Takeaway Artist Of The Month - Paris Hilton : une amie pour la vie ? - MTV Rock - MTV Fresh - MTV World Stage - MTV Spankin' New (changed to Fresh: Video Of The Week) | - MTV I Love Live - MTV Hip Hop - MTV Chart Attack - My Super Sweet 16 - My Super Sweet 16 UK - I Love The Weekend - Life of Ryan - Laguna Beach : The Hills - The City - Une Famille de Rev' - Daddy's Girls - Pimp My Ride - MTV Featured Artist - My MTV - MTV OK Karaoke |

### Anciens programmes de MTV (Asie du Sud-Est)
| - Advance Warning - After Skool Rock - Barrio 19 - Boiling Points (Edition Malaisienne) - Classic MTV - Double Trouble - D-Tour - Favorite Top 10 - MTV MotoAlert - MTV Alternative Nation - MTV Ampuh - MTV Asia Hitlist - MTV Bangkok Jam - MTV Boom Top 10 - MTV Brand New - MTV Breakfast Club - MTV Connect - MTV Cool Crap - MTV Chillout Lounge - MTV Diyes - MTV Game Pad - MTV Hanging Out - MTV Music Remedy - MTV Hoopla - MTV Jams - MTV Jumpstart - MTV Loveline - MTV Mobbed | - MTV Most Wanted - MTV Mush - MTV Nights - MTV Partyzone - MTV Presents - MTV Pop Inc - MTV Rock It - MTV Screen - MTV Sessions - MTV Start - MTV Triple Play - MTV Twisted - MTV Urban Beats - MTV Videosomnia - MTV Whatever Things - MTV Wow - MTV Y2K Hits & Beyond - MTV Non Stop Hits - VH1 Music Collection - MTV Flipside - MTV Para Boss - MTV Lunch Quickies - MTV Six Packs - Primetime Hits - I Love The 80s & 90s - Hip-Hop Countdown - MTV Amplified |

### Anciens programmes de MTV Southeast Asia pendant les années 1990
| - MTV Asia Hitlist (Ancien Asian Top 20 Countdown qui sera utilisée plus tard par Channel V) - MTV US Top 20 Countdown - MTV European Top 20 Countdown - MTV Awake of the Wild Side - MTV Land - MTV In Control - MTV Breakout - MTV Heart & Soul - MTV Unplugged - MTV Super Rock (Formerly MTV Headbangers Ball) - MTV Stopest Hits - MTV Alternative Nation - MTV Non-Stop Hits - MTV Master Mix - MTV Most Wanted - TV MTV - MTV Live & loud - MTV Party Zone - MTV Prime | - MTV Grind - MTV Fresh - Classic MTV - MTV 3 in 1 - MTV Hitz - Dial MTV - MTV Presents - MTV Flipside - MTV Para'bos - MTV Diyes - MTV Ampuh - MTV Morning Mania - MTV Music Update Tokyo (plus tard utilisée par Channel V) - MTV Kamal Sutra - MTV Getar Cinta - MTV Hitlist - MTV Daily Dose - MTV Gone Taiwan (plus tard utilisée par Channel V) |

## MTV Asia (Singapour, Malaisie, Indonésie, Philippines, Thaïlande et Vietnam)

### VJ actuelles
- Utt Panichkul
- Denise Keller
- Holly Grabarek

### Anciens VJ
| - Colby Miller - Jamie Aditya - Sonia Couling] - Jeff Enos - Nadya Hutagalung - Kerry Kasem - Mike Kasem - Rahul Khanna - Max Loong - Anne Hendricks - K. C. Montero - Sarah Meier - Fazura - Belinda Panelo - Joe Phua - Donita Rose - Regine Tolentino | - Francis Magalona - Sarah Sechan - Kamal Sidhu - Ruth Winona Tao - David Wu - Angela Chow - Sally Yeh - Jamie Wilson - Annisa Nurul Shanty - Shannen Torres - Danny McGill - Andy Ingkavet - G. Toengi - Stella Soohn - Paolo Bediones - Bianca Araneta - Sahntaya "Taya" Rogers |

## Annexe